# Sanggrahan (Kranggan)
Sanggrahan is een bestuurslaag in het regentschap Temanggung van de provincie Midden-Java, Indonesië. Sanggrahan telt 3427 inwoners (volkstelling 2010).